# Licitação de linhas de ônibus no Rio de Janeiro
Em 2010 ocorreu a primeira licitação pública de linhas de ônibus na cidade do Rio de Janeiro. Desde os anos 60, quando o Governo da Guanabara decidiu transformar e fundir as antigas lotações em empresas de ônibus, através do Projeto de Reformulação do Sistema de Ônibus, implantado por Carlos Lacerda entre 1961 e 1964, as empresas operaram as linhas de ônibus amparadas por Permissões, prorrogadas sucessivamente, sem contratos de prestação de serviços que garantissem maior controle sobre a operação e maior transparência entre as partes e entre o poder público e a sociedade. O serviço de ônibus convencionais e especiais, a partir da licitação, passou a ser regulamentado, gerido e fiscalizado através de Contratos de Concessão, cujo poder concedente é exercido pela SMTR (Secretaria Municipal de Transportes do Rio de Janeiro).
Devido às diversas suspeitas de irregularidades levantadas, principalmente, pelos políticos e eleitores de oposição e manifestadas durante o período eleitoral de 2012, as licitações tiveram repercussões até o ano de 2013 e foram alvo de questionamentos durante os protestos em 2013 na cidade do Rio de Janeiro[carece de fontes]. Supostos acordos entre empresas de transporte público e políticos no Brasil, ao longo da história, fizeram com que o setor fosse frequentemente identificado como máfia dos ônibus.

## Licitação de linhas de ônibus em 2010
Em 2010, durante a gestão do Prefeito Eduardo Paes. ocorre a primeira licitação pública da história da cidade para seleção dos consórcios de empresas que deveriam operar todas as linhas de ônibus do município, divididas em 4 Redes Regionais de Transportes, e o Bilhete Único Carioca (BUC), em regime de concessão.  A licitação atraiu inicialmente mais de 40 empresas e consórcios do Rio, São Paulo,França e Argentina, que se interessaram em participar do negócio. Porém, o edital definiu que a concorrência seria no âmbito nacional e os prazos para a elaboração das propostas seriam os prazos mínimos legais e, assim, somente consórcios do Rio de Janeiro e de São Paulo se apresentaram para a concorrência. Quatro consórcios formados somente por empresas do Rio de Janeiro venceram a licitação. Quatro grupos entraram com pedido de anulação do edital. Na avaliação das empresas, os prazos muito curtos favoreciam as empresas locais. A francesa RATP Development, por exemplo, afirmou formalmente que os prazos não permitiam elaborar uma oferta decente e que, por isso,  desistiram da concessão (em verdade, o fato de a concorrência ser nacional, por si só, tornaria difícil a participação desta e de outras empresas estrangeiras).
O modelo de Concessão trouxe, como destaque: 1- Divisão das linhas da cidade, conforme sua predominância, em 4 regiões ou redes de transporte regional (RTR)., sendo que cada uma seria operada por um consórcio distinto; 2-  Introdução do Bilhete Único Carioca (BUC), permitindo 2 embarques em 2h ao valor de R$ 2,40, sem subsídios (a tarifa vigente imediatamente antes do início dos novos contratos era de R$ 2,35); 3- Inclusão de toda a rede futura do BRT (Bus Rapid Transit) na Concessão, com o compromisso dos concessionários adquirirem o material rodante deste sistema), ; 4- Os Reajustes de Tarifa passaram a ser definidos por uma fórmula paramétrica composta de índices públicos de inflação medidos pelo IBGE e pela Fundação Getúlio Vargas (FGV), relativos aos ítens que compõem o custo da operação ; 5- Revisões Tarifárias para verificar o equilíbrio econômico da Concessão, a serem realizados no primeiro ano a a cada 4 anos, ordinariamente ; 6- duração da Concessão: 20 anos (renováveis por mais 20 anos); 7- os terminais de ônibus da cidade passaram à concessão dos Consórcios vencedores, conforme a área da cidade;.
Os consórcios vencedores e responsáveis, a partir de então, pela operação de cada Rede Regional foram: Intersul (RTR 2 - Zona Sul), Internorte (RTR 3 - parte da Zona Norte), Transcarioca (RTR 4 - Baixada de Jacarepaguá e parte da Zona Norte) e Santa Cruz (RTR 5 - Zona Oeste).
Após o início da operação contratada em novembro de 2010, as primeiras mudanças no sistema começaram a ser adotadas, como o Bilhete Único Carioca, a padronização visual dos ônibus e os corredores BRS (Bus Rapid System).
Em julho de 2012, o Tribunal de Contas da cidade do Rio (TCM) identificou indícios de formação de cartel e irregularidades na documentação das empresas que disputaram e venceram a licitação das linhas de ônibus na cidade do Rio de Janeiro. Segundo o TCM, 41 empresas participaram da concorrência para operar o sistema por 20 anos. Dessas, apenas oito teriam seguido corretamente as normas do edital de concessão. As informações foram expostas pelo conselheiro Antônio Carlos Flores de Moraes, após votação em plenário. O conselheiro do TCM, Antônio Carlos Flores de Moraes, pediu esclarecimentos às secretarias municipais de Fazenda e de Transporte sobre a questão. Segundo ele, as 33 empresas em situação irregular deveriam ter sido excluídas da licitação. O corpo técnico do TCM havia constatado diversas semelhanças entre os consórcios que participaram, o que trazia indícios à formação de cartel. Segundo reportagem do jornal O Globo, os técnicos do TCM destacaram que as empresas vencedoras do certame já operavam no sistema antes da licitação. Além disso, o endereço oficial dos quatro consórcios era o mesmo. Outro ponto que chamou a atenção dos técnicos foi o fato de que os CNPJs dos quatro grupos tinham sido abertos no mesmo dia. O quarto ponto foi que os consórcios procuraram as garantias financeiras exigidas no edital na mesma instituição bancária e no mesmo dia. Além dessas questões, o TCM verificou que 12 empresários apareciam como sócios em mais de uma empresa. Por exemplo, Jacob Barata Filho seria sócio de sete empresas. Já Álvaro Rodrigues Lopes seria sócio de cinco empresas. O TCM também questionou alguns critérios adotados para reajustar as tarifas nos últimos anos. Esse cálculo levava em conta apenas o número de passageiros transportados e o custo de insumos e mão de obra. No entanto, não foram consideradas as receitas extras com publicidade e com a administração de terminais rodoviários, que possuem estabelecimentos comerciais.
Contudo, o TCM reviu sua posição em relação à formação de cartel e afastou tal hipótese, com base em jurisprudência do CADE (Conselho Administrativo de Defesa Econômica), a quem compete legalmente julgar infrações à ordem econômica, e nas informações prestadas pela Prefeitura.
Entre junho de 2012 e agosto de 2016 a Prefeitura determinou gradativamente aos consórcios, conforme o avanço das obras, que se iniciassem as operações das linhas do BRT. Tal como definem os contratos licitados, cabe aos consórcios a aquisição dos veículos, assim como a equipagem e conservação das estações e terminais.
A mudança do marco regulatório, consequente da Licitação 2010 e dos contratos, também garantiram à Prefeitura a possibilidade de realizar significativas e polêmicas alterações na rede de linhas da cidade. A começar pela substituição de antigas linhas, cujos direitos de existência e operação, por vários anos, pertenceram a empresas de ônibus, pelo sistema BRT e suas linhas alimentadoras. Posteriormente, o Centro e a Zona Sul da cidade foram os alvos de ampla revisão e alteração da rede de transportes, no processo chamado de Racionalização das Linhas de Ônibus.

### Reações
Em maio de 2013, jornais fizeram novas denúncias enquanto o TCM continuava as investigações. Em levantamento do jornal O Globo, observava-se que apesar de o sistema estar dividido entre 41 empresas, apenas quatro donos concentravam cerca de um terço de todas as participações nos quatro consórcios vencedores. Depois de verificada a presença do empresário Jacob Barata em pelo menos nove empresas espalhadas por três consórcios, junto com Jacob Barata Filho, foi relembrado o apelido de "Rei do Ônibus". Outros empresários fortes seriam Álvaro Rodrigues Lopes e Cassiano Antônio Pereira. Durante os protestos em junho de 2013, ocorridos em todo o Brasil e contendo ampla diversidade de temas, grupos organizados de manifestantes adotaram no Rio e em outras capitais, como pauta, a redução da tarifa do Bilhete Único Carioca. Como consequência, o prefeito Eduardo Paes acatou esta reivindicação e reduziu a tarifa em R$0,20 e criou o site www.transparenciadamobilidade.rio.gov.br, que disponibiliza os contratos de concessão das empresas de ônibus, planilhas de custos e fórmulas de reajuste. Após pressão popular, foi feito um requerimento para abertura de CPI dos Ônibus na Câmara Municipal do Rio de Janeiro, com 27 assinaturas. A CPI tinha como objetivo investigar os contratos da Prefeitura do Rio com as empresas de ônibus. Para o vereador Eliomar Coelho (PSOL), que propôs a CPI, essa seria uma oportunidade de entender o sistema e de verificar possíveis irregularidades. "O instrumento que nós, parlamentares, temos é a CPI e, atualmente, existe uma mobilização popular para que todas as caixas-pretas sejam abertas", disse. A tendência é que a CPI seja formada por quatro governistas, dentre os cinco membros. Da oposição, por enquanto, só está certa a participação de Eliomar Coelho (PSOL). O prefeito Eduardo Paes negou a existência de uma "caixa-preta", alegou que o problema é uma falha de comunicação com a sociedade e que a caixa já estava aberta para todos. O professor de Finanças do IBMEC-RJ, Gilberto Braga, analisou os dados divulgados pela Prefeitura do Rio de Janeiro e considerou que, do ponto de vista financeiro, a planilha estava coerente. No entanto, criticou a falta de transparência quanto às receitas.
O Ministério Público do Estado do Rio de Janeiro (MP-RJ) tem pelo menos nove investigações em andamento desde 2003, mas a burocracia sempre dificultou a inspeção técnica nas planilhas de custo das empresas de ônibus. Segundo um funcionário da Promotoria da Defesa do Consumidor, o único perito que chegou a abrir a planilha de uma das empresas foi destituído pela Justiça. Repórteres tentaram entrar em contato com o perito. O mesmo preferiu não ter o seu nome divulgado e alegou que não se recordava desse caso.
Um dia depois do requerimento de CPI, o TCM encerrou a análise do processo sobre formação de cartel e outras supostas irregularidades nos contratos as concessionárias operantes no Rio, com base em jurisprudência do CADE e nos seguintes esclarecimentos prestados pelo ex-secretário Alexandre Sansão: "Com efeito, cartel, conforme entendimento fixado pela jurisprudência do CADE...é um acordo entre empresas no qual, na maioria das vezes, o preço é fixado e o mercado dividido...O objetivo do cartel é elevar os preços ao consumidor, através da redução da concorrência, aproximando o resultado do mercado em termos de lucratividade ao que seria alcançado numa situação de monopólio...tais variáveis não se encontram presentes na hipótese, na medida em que se trata de mercado sujeito à regulação por parte do Poder Público Municipal, que estabelece unilateralmente e sem qualquer ingerência, participação ou interferência dos concessionários, todos os aspectos relacionados com a prestação dos serviços, tais como as respectivas tarifas, itinerários, linhas, horários etc. Os concessionários se limitam, portanto, a exercer os serviços com estrita observância das normas estabelecidas pelo município, de nada servindo eventuais acordos visando dispor sobre qualquer aspecto relacionado com o funcionamento do mercado." O conselheiro Flores então considerou "o tema completamente superado"..
O relatório do conselheiro Antônio Carlos Flores de Moraes pedindo o arquivamento contrariou avaliação da equipe técnica do TCM, que pedia mais investigações e sugeria punições para autoridades da prefeitura que participaram do processo de licitação. No mesmo dia, a instauração da CPI dos Ônibus foi aprovada pelo presidente da Câmara dos Vereadores do Rio, Jorge Felippe (PMDB). O documento pedindo a Comissão Parlamentar de Inquérito (CPI) dos Transportes foi aprovado duas horas antes da sessão do TCM que determinou o arquivamento. O voto anterior de Flores de Moraes, que levantava a suspeita de existência de cartel, servia como um dos principais argumentos para a instauração da CPI.
Especialistas em cartéis e em administração pública criticaram a decisão do Tribunal de Contas do Município (TCM) quanto ao processo. A advogada Patrícia Pessoa, especializada em direito administrativo, considerou a interpretação de Flores de Moraes equivocada: "Apesar de o conselheiro entender que não houve elementos para configurar o cartel, só o fato de uma mesma empresa estar presente em dois consórcios distintos configura uma quebra no sigilo das propostas entregues ao poder público. Sem a garantia de sigilo, não há como assegurar que as propostas das empresas vencedoras são as mais vantajosas"..A opinião de Pessoa possivelmente não considerou o fato de que os consórcios diferentes em que as empresas se repetiram não concorriam entre si pelas mesmas áreas de concessão e sim para áreas diferentes, o que não era vedado pelo edital e tampouco contrariava a Lei de Licitações
Os documentos levados ao plenário mostram que o corpo técnico do TCM tinha um entendimento parecido com o de Patrícia. Os técnicos do órgão sugeriram aplicar uma punição à comissão de licitação da Secretaria de Transportes porque ela teria desrespeitado a lei 8.666/93, também conhecida como lei das licitações., no capítulo que disciplina a formação de consórcios. Segundo a lei, é vedada a participação de uma empresa em mais de um consórcio. O corpo técnico do TCM sugeriu, sem sucesso, a aplicação de multa ao ex-secretário municipal de Transportes, Alexandre Sansão, por entender que a Secretaria não prestou todos os esclarecimentos pedidos pelo TCM durante quase um ano de investigação. O Plenário do Tribunal de Contas, por unanimidade, na na seção em que arquivou o processo, com base na defesa do ex-secretário, decidiu pela não aplicação de nenhuma sanção aos servidores 
O conselheiro Flores alegou que seu voto foi técnico, que verificou a questão da formação de cartel apenas, desconsiderando a possibilidade de um mesmo empresário ter participação em outras empresas. Horas antes da decisão do TCM, o presidente Jorge Felippe (PMDB) aprovou a instauração da investigação de uma CPI para investigar os contratos das empresas
Grupos de oposição protestaram nas mídias sociais. Membros de uma mobilização pela CPI do ônibus começaram a questionar o papel do TCM, alegando que o mesmo se guiava por interesses políticos, apesar do fato de que todos os questionamentos tenham se originado pelo próprio TCM. Muito se questionou a forma de indicação dos conselheiros do TCM, que parece ser mais política do que em prol da meritocracia. Outros chegaram a questionar se não seria necessário focar primeiro no funcionamento dos tribunais antes de fazer qualquer outra reivindicação.[carece de fontes].
As investigações da CPI dos Ônibus de 2013, após o depoimento de diversos agentes públicos e representantes dos consórcios privados, foram interrompidas através de uma liminar concedida pela Justiça, pedida por vereadores de oposição que reivindicavam maior número de postos na comissão parlamentar, que era composta por maioria governista.